# René Zavaleta Mercado
René Zavaleta Mercado (Oruro, 3 de junio de 1937 - Ciudad de México, 23 de diciembre de 1984) fue un sociólogo, político y filósofo boliviano.
Desarrolló sus ideas a lo largo de su carrera como docente en las Universidades de San Andrés, Oxford, Vincennes, Santiago, UAM y UNAM, culminando ésta como director fundador (1976 - 1980) de la Facultad Latinoamericana de Ciencias Sociales (FLACSO), con sede en México.
René Zavaleta fue ministro de Minas y Petróleo durante el gobierno revolucionario del Movimiento Nacionalista Revolucionario. También cumplió funciones diplomáticas para este gobierno en Uruguay y Chile. 
Como académico, fue estudiante de la Universidad Mayor de San Andrés de La Paz y de la Universidad de Oxford.
Fue como bien lo definiera Francisco Zapata "...un hombre que boliviano de origen pero latinoamericana vocación correspondió claramente a la imagen del hombre que no separó el pensamiento de la acción, la teoría de la práctica".

## Biografía

### Primer periodo
René Zavaleta Mercado nació el 3 de junio de 1937 en la ciudad de Oruro. En 1955, Zavaleta ingresó a estudiar en Facultad de Derecho de la Universidad Mayor de San Andrés, graduándose como abogado el año 1960. 
Los hechos de la Revolución Nacional de 1952 marcaron de manera indeleble su existencia cuando adolescente, lo que le impulsó, apenas luego de graduarse, a incursionar en el periodismo y la política. Colaboró con diarios como La Mañana de Montevideo,  La Nación de Bolivia y  El Día de México.
A la temprana edad de 25 años René Zavaleta llegó ser diputado en el departamento de Oruro, Bolivia entre 1962 y 1963, así como Ministro de Minas y Petróleo en 1964 en el tercer gobierno, muy breve, del líder de la Revolución Nacional de 1952, Víctor Paz Estenssoro, depuesto por un golpe de Estado que le dio el general René Barrientos, su propio vicepresidente. Igualmente Zavaleta vivió los golpes de estado del general Hugo Banzer en 1971 y el de Augusto Pinochet en 1973 en su estadía en Chile. 
Estas experiencias alimentaron en Zavaleta Mercado una profunda pasión por el conocimiento y la acción política, lo cual en su periodo inicial estuvo marcadamente influido por intelectuales como Augusto Céspedes y Carlos Montenegro, destacados ideólogos del nacionalismo revolucionario. 
Su producción intelectual se enmarca entonces en esta corriente de pensamiento, tendencia que comparte con otros intelectuales destacados de su generación, como Sergio Almaraz. De ese periodo datan sus primeros textos, entre los que sin duda brillan “La formación de la conciencia nacional” (1967) y el publicado póstumamente, “La caída del Movimiento Nacionalista Revolucionario (MNR) y la conjuración de noviembre” (1964). En ellos, textos tempranos, escritos con una notable elocuencia y elegancia que caracterizaron su producción intelectual, ya están presentes algunas de las preocupaciones que lo acompañarán a lo largo de su vida, como la formación de la nación y el lugar que ocupan en ese proceso distintos actores, como la clase obrera, los intelectuales y los militares.

### Segundo periodo
En un segundo periodo, Zavaleta iniciará un largo periplo existencial e intelectual que lo llevaría a visitar y a habitar varios países, tanto de América Latina como de regiones más distantes. 
En lo académico comprende su formación como sociólogo en la Universidad de Oxford (Inglaterra), así como su labor como docente e investigador en México, donde se desempeñó como profesor en distintas instituciones, como la Universidad Nacional Autónoma de México (UNAM) y la Universidad Autónoma Metropolitana (UAM). Así mismo en México fue responsable de asuntos sociales en la Sede Subregional de la Comisión Económica para América Latina y el Caribe (Cepal). 
En lo político, este periodo está marcado por su alejamiento del nacionalismo revolucionario y su afiliación al Partido Comunista de Bolivia (PCB). Su producción intelectual será fuertemente influida por el marxismo ortodoxo, produciéndose una ampliación de sus intereses intelectuales hacia los procesos políticos de distintos países de América Latina. Algunos textos fundamentales de esta época son su libro "El poder dual en América Latina" (1974), en el que analiza los casos de Bolivia y Chile, así como una serie de artículos entre los que destacan sus reflexiones sobre “Las formas aparentes en Marx” o “El Estado en América Latina”, en los cuales establece un fructífero diálogo con otros intelectuales latinoamericanos alrededor del marxismo y la teoría de la dependencia.

### Tercer periodo
Un tercer periodo se inicia con un nuevo giro en su producción intelectual, la cual tomará distancia del marxismo más ortodoxo para adentrarse en las discusiones generadas en torno, principalmente, de la obra de Antonio Gramsci. El diálogo con otros intelectuales latinoamericanos tendrá entonces como escenario principal la Sede de México de la Facultad Latinoamericana de Ciencias Sociales (FLACSO), institución que, junto con el Centro de Estudios Latinoamericanos (CELA) de la Universidad Nacional Autónoma de México (UNAM), fueron algunos de los principales espacios de recepción de la diáspora intelectual que se originó en América del Sur debido a la secuela de golpes de Estado en la región a partir de 1964 (Brasil, Bolivia, Chile, Uruguay, Argentina).
Zavaleta Mercado -quien fue el primer director de la FLACSO-México (1976-1984)- encontrará una gran afinidad con el pensamiento gramsciano, con el cual comparte una profunda preocupación por la formación de la nación, el lugar de la cultura y el papel de la clase obrera y de los intelectuales. Sus reflexiones, que también están marcadas por el “descubrimiento” de los actores étnicos, están plasmadas en algunos ensayos fundamentales como “Las masas en noviembre” y, de manera destacada, en su libro inconcluso Lo nacional-popular en Bolivia (1986). En este periodo Zavaleta también reflexionará, como muchos de sus contemporáneos, sobre las posibilidades de la democracia en América Latina, aportando algunos trabajos notables, como por ejemplo “Cuatro conceptos de democracia”, presentado como ponencia en un célebre seminario latinoamericano realizado en 1984 en la ciudad mexicana de Oaxaca, incorporado luego al libro coordinado por Julio Labastida de nombre Los nuevos procesos sociales y la teoría política contemporánea (1986).

### Muerte
René Zavaleta Mercado falleció en la Ciudad de México en 1984, a los 47 años de edad, en plena madurez. 
Su muerte truncó tempranamente una prolífica producción intelectual, la cual sin embargo ha tenido una enorme influencia sobre el desarrollo de las ciencias sociales en Bolivia y América Latina.

## Pensamiento
Su pensamiento suele dividirse grosso modo en tres períodos: uno nacionalista, otro marxista ortodoxo y, el más importante, uno de marxismo heterodoxo, pensado desde Bolivia. Conceptos suyos como “sociedad abigarrada”, esto es, una sociedad en la que se yuxtaponen en relaciones asimétricas de poder distintas culturas y sus modos respectivos de producción, han sido fundamentales en el desarrollo posterior de las ciencias sociales bolivianas y hoy se consideran imprescindibles para interpretar la realidad de dicho país. 
Su legado intelectual constituye tanto una sobresaliente contribución al conocimiento de la historia social y política de Bolivia y otros países de la región, como un aporte destacado a la reflexión epistemológica y a la elaboración teórica desde la cual enfrentar el desafío de conocer América Latina. Testimonio de ello son sus elaboraciones sobre la crisis como método de conocimiento, al igual que nociones como momento constitutivo, sociedad abigarrada, forma clase y forma multitud, entre otras. Sin duda alguna, debe también incluirse en su herencia intelectual su invaluable aporte al desarrollo del ensayo académico y político, cultivando una escritura prolija y enérgica que ha cosechado entusiastas seguidores.

## Obras
Sus principales publicaciones fueron:
- Estado nacional o pueblo de pastores (1956)
- Crecimiento de la idea nacional
- 50 años de historia
- El poder dual en América Latina: estudio de los casos de Bolivia y Chile (1974)
- Bolivia: Hoy (1982)
- Lo nacional-popular en Bolivia (1986)

## Obras Completas

### Editorial Los Amigos del Libro
- La formación de la conciencia nacional (presentación de Ignacio Mendoza Pizarro). La Paz-Cochabamba (Bolivia): Editorial Los Amigos del Libro, 1990.
- El Estado en América Latina (presentación de Jorge Lazarte). La Paz-Cochabamba (Bolivia): Editorial Los Amigos del Libro, 1990.
- Clases sociales y conocimiento (presentación de Jorge Lazarte). La Paz-Cochabamba (Bolivia): Editorial Los Amigos del Libro, 1990.
- 50 años de historia (presentación de Gustavo Rodríguez Ostria). La Paz-Cochabamba (Bolivia): Editorial Los Amigos del Libro, 1992.
- El poder dual. La Paz-Cochabamba (Bolivia): Editorial Los Amigos del Libro, 1992.
- La caída del Movimiento Nacionalista Revolucionario (MNR) y la conjuración de noviembre (presentación de Horst Grebe López). La Paz-Cochabamba (Bolivia): Editorial Los Amigos del Libro, 1995.

### Plural Editores
- Tomo I. Ensayos 1957-1974 (estudios de Mauricio Souza Crespo) La Paz (Bolivia): Plural editores, 2011.
- Tomo II. Ensayos 1975-1984 (estudios de Mauricio Souza Crespo) La Paz (Bolivia): Plural editores, 2012.
- Tomo III. Notas de prensa y otros escritos 1954-1984 (estudios de Mauricio Souza Crespo) La Paz (Bolivia): Plural editores, 2012.